# William Wyler
William Wyler (ur. 1 lipca 1902 w Miluzie, zm. 27 lipca 1981 w Los Angeles) – amerykański reżyser pochodzenia niemieckiego. Jeden z najważniejszych twórców kina amerykańskiego od lat 30. po lata 60. XX wieku.

## Osiągnięcia
Laureat trzech Oscarów za najlepszą reżyserię za filmy: Pani Miniver (1942), Najlepsze lata naszego życia (1946) i Ben Hur (1959). Nominowany 12-krotnie w tej kategorii. Zdobywca Złotej Palmy na 10. MFF w Cannes za film Przyjacielska perswazja (1956). W 1966 otrzymał Nagrodę im. Irvinga G. Thalberga za całokształt twórczości w charakterze producenta filmowego.

## Filmografia

### reżyser
W czasie swej, 45-letniej kariery, wyreżyserował łącznie prawie 80 produkcji filmowych, zarówno krótko- jak i pełnometrażowe.

#### krótkometrażowe
- The Crook Buster (1925)
- The Fire Barrier; Ridin' for Love; The Gunless Bad Man; Don't Shoot; The Pinnacle Rider; Martin of the Mounted (1926)
- The Lone Star; The Phantom Outlaw; The Silent Partner; Galloping Justice; The Two Fister; Kelcy Gets His Man; Tenderfoot Courage; The Haunted Homestead; The Ore Raiders; The Home Trail; Gun Justice; The Square Shooter; The Horse Trader; Daze of the West (1927)
- Thunderbolt dokument (1947).

#### pełnometrażowe
- Lazy Lightning; The Stolen Ranch (1926)
- Blazing Days; Straight Shootin; Hard Fists; The Border Cavalier; Desert Dust (1927)
- Anybody Here Seen Kelly?; Thunder Riders (1928)
- The Shakedown; Miłosna pułapka (The Love Trap); Hell's Heroes (1929)
- Hell's Heroes; Burza (The Storm, 1930)
- A House Divided (1931)
- Tom Brown of Culver (1932)
- Counsellor at Law; Jej pierwszy ruch (Her First Mate); Private Jones (1933)
- Glamour (1934)
- Barbary Coast; The Gay Deception; Dobra wróżka (The Good Fairy, 1935)
- Prawo młodości (Come and Get It); Dodsworth; Ich troje (These Three, 1936)
- Śmiertelny zaułek (Dead End, 1937)
- Jezebel; Kowboj i dama (1938)
- Wichrowe Wzgórza (Wuthering Heights); Raffles (1939)
- List (The Letter); Człowiek z Zachodu (The Westerner, 1940)
- Małe liski (The Little Foxes, 1941)
- Pani Miniver (Mrs. Miniver, 1942)
- The Fighting Lady dokument; The Memphis Belle: A Story of a Flying Fortress dokument (1944)
- Najlepsze lata naszego życia (The Best years of our lives, 1946)
- Dziedziczka (The Heiress, 1949)
- Sekrety detektywa (Detective Story, 1951)
- Siostra Carrie (Carrie, 1952)
- Rzymskie wakacje (Roman Holiday, 1953)
- Godziny rozpaczy (The Desperate Hours, 1955)
- Przyjacielska perswazja (Friendly Persuasion, 1956)
- Biały Kanion (The Big Country, 1958)
- Ben-Hur (Ben-Hur, 1959)
- Niewiniątka (The Children's Hour, 1961)
- Kolekcjoner (The Collector, 1965)
- Jak ukraść milion dolarów (How to Steal a Million, 1966)
- Zabawna dziewczyna (Funny Girl, 1968)
- Prawo gwałtu (The Liberation of L.B. Jones, 1970).

#### seriale TV
- Producers' Showcase (czas - 90'; 1 odcinek; 1956).

### producent
Jako producent zrealizował w swej karierze 15 pełnometrażowych produkcji filmowych.
- 1927: Blazing Days (czas: 50')
- 1929: Miłosna pułapka (71')
- 1935: Dobra wróżka (98')
- 1938: Jezebel - Dzieje grzesznicy (104')
- 1940: List (95')
- 1942: Pani Miniver (134')
- 1949: Dziedziczka (115')
- 1951: Opowieści o detektywie (103')
- 1952: Siostra Carrie (118')
- 1953: Rzymskie wakacje (118')
- 1955: Godziny rozpaczy (112')
- 1956: Przyjacielska perswazja (137')
- 1958: Biały kanion (166')
- 1959: Ben Hur (212')
- 1961: Niewiniątka (108')

## Nagrody
- Nagroda Akademii Filmowej
  - Najlepsza reżyseria: 1943: Pani Miniver
  - 1947: Najlepsze lata naszego życia
  - 1960: Ben Hur
  - 1966: Nagroda im. Irvinga G. Thalberga
- Złoty Glob Najlepsza reżyseria: 1960: Ben-Hur
- Nagroda BAFTA Najlepszy film adaptowany: 1960: Ben Hur
- Nagroda na MFF w Cannes Złota Palma: 1957: Przyjacielska perswazja
- Nagroda na MFF w Wenecji Specjalne Wyróżnienie: 1938: Jezebel